# Diessen (Noord-Brabant)
Diessen is een dorp  in de Nederlandse gemeente Hilvarenbeek, gelegen in de regio Kempen in de provincie Noord-Brabant. Het dorp heeft 3.920 inwoners (2023).
De voormalige gemeente Diessen werd op 1 januari 1997 bij de gemeentelijke herindeling samengevoegd met de gemeente Hilvarenbeek. De gemeente bestond, naast Diessen, uit de kernen Baarschot en Haghorst.
De oudste vermelding van Diessen stamt uit een oorkonde uit de periode 712-714. In het dorp bevindt zich een kerk uit de 15e eeuw.

## Toponymie
Diessen is genoemd naar de rivier de Dieze, waarvan de huidige beek de Reusel, die langs Diessen stroomt, een bovenloop is.

## Geschiedenis

### Voorgeschiedenis

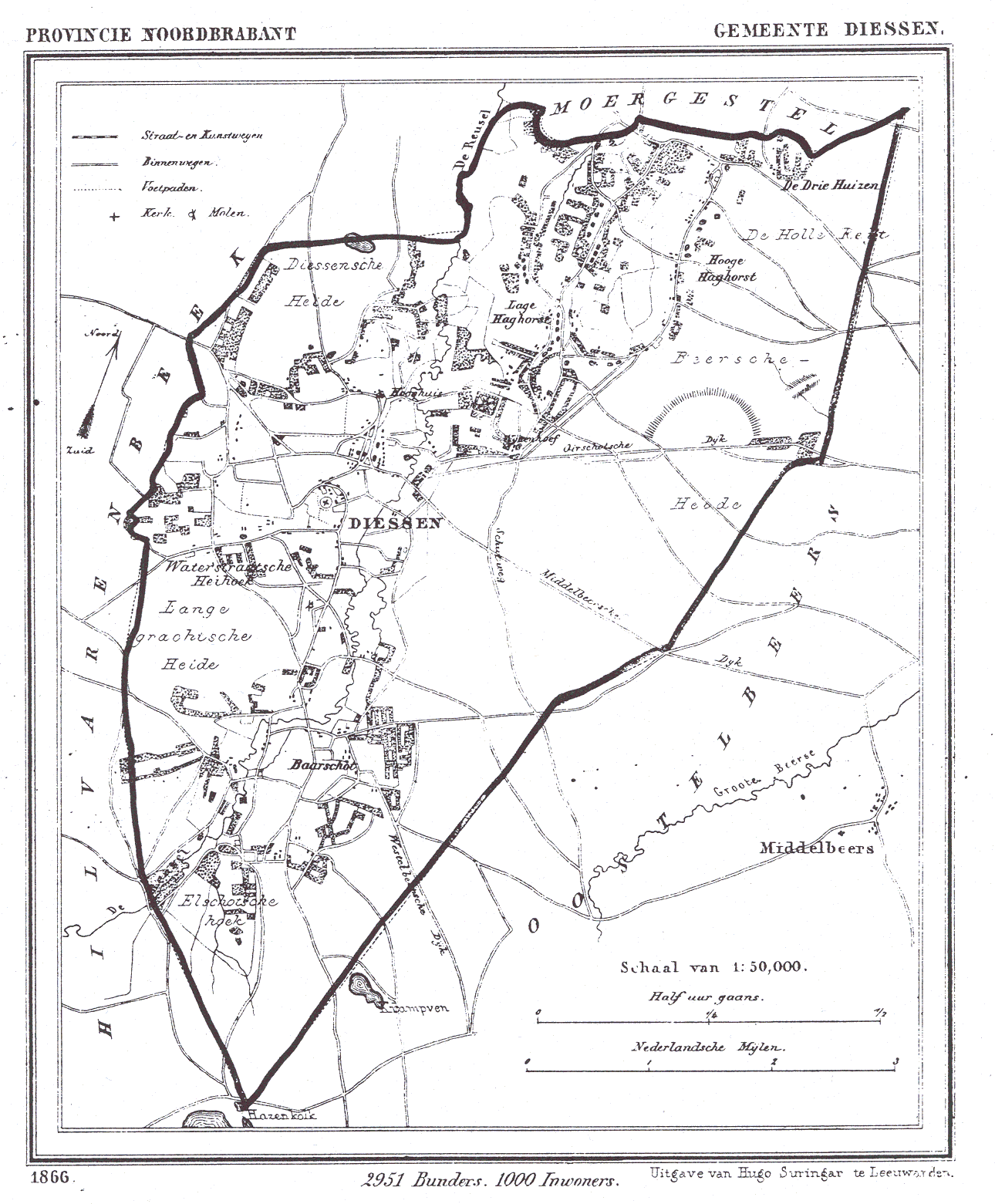
Diessen in 1866

Er zijn archeologische vondsten ontdekt uit ongeveer 700 v.Chr, die bewoning in de Vroege IJzertijd veronderstellen.
In de Romeinse tijd was Diessen niet onbelangrijk. De godheid Hercules Deusoniensis werd hier vereerd, die vermoedelijk een versmelting is van de Romeinse halfgod Hercules en een inheemse godheid. Er wordt beweerd dat het heiligdom, waarin deze godheid werd vereerd, onder de huidige Sint-Willibrorduskerk zou liggen, maar het is daar nimmer aangetoond.
In de geschriften van de Romeinse geschiedschrijver Ammianus Marcellinus werd vermeld dat in het jaar 370 een veldslag tussen de Romeinen en de Saksen zou hebben gewoed, waarbij de Saksen verloren en toestemming kregen zich terug te trekken. Ze werden op hun terugtocht alsnog tot de laatste man afgeslacht. De heilige Hiëronymus maakte eveneens melding van deze gebeurtenis en schreef: Saxones caesi Deusone in regio Francorum, wat betekent dat de Saksen in het Frankische gebied bij Diessen in de pan zijn gehakt. Dit alles maakte dat het jaar 370 als ontstaansgeschiedenis van Diessen werd gekozen, wat natuurlijk twijfelachtige waarde heeft.

### Abdijbezit
Hierna werd Diessen genoemd in het Liber aureus, waarin staat vermeld dat een zekere heer Engelbert in 712 een hoeve in Diessen met een horige en zijn gezin aan de heilige Willibrord schonk (in loco Deosne casatam unam et mancipum cum uxore et infantibus). Aan de authenticiteit van dit (overgeschreven) document kan worden getwijfeld, gezien de belangen van de Abdij van Echternach hieromtrent. Deze ontving in 727 de bezittingen van Willibrord. Ook van latere datum wordt nog gewag gemaakt van schenkingsacten, zoals in 780, toen een hoeve in villa que dicitur Dissina aan de Abdij van Hesterbald werd geschonken. Vermoedelijk hebben de Benedictijnen hier ook een kerkje laten bouwen, dat in 1069 voor het eerst vernoemd werd. In Diessen zetelde een rentmeester van de Abdij. De plaats was zetel van een cijnskring en bezat ook een laatbank, die recht sprak.
Gedurende de 13e eeuw kwam de zielzorg geleidelijk in handen van de Norbertijnen van de Abdij van Tongerlo. Dit werd bekrachtigd door een oorkonde van Paus Gregorius IX in 1233. De abdij van Tongerlo had eeuwenlang grote invloed op Diessen, en uit Diessen kwamen ook twee abten, namelijk Jacobus Veltacker en Adriaan Stalpaerts.

### Heerlijkheid
Mogelijk is uit de reeds aanwezige laatbank op het einde van de 13e eeuw de heerlijkheid Hilvarenbeek c.a. ontstaan. Hiertoe behoorden Hilvarenbeek, Diessen, Westelbeers en Riel. De rechten van die heerlijkheid waren voor de helft in bezit van de Hertog van Brabant, en voor de andere helft van de bisschop van Luik. De laatste liet het bestuur door leenmannen uitvoeren. We vinden als heer achtereenvolgens de families: Van Herlaer (eerder reeds voogden van Echternach te Diessen), van Horne, van Leefdael, Van Pietersheim, Van Merode, De Cort, Hubert, Van Teylingen, Sloet van Zwanenburg en Swagemakers.
De Hertog van Brabant liet zich vertegenwoordigen door de schout van het Kwartier van Oisterwijk.
 De heerlijke rechten werden in 1798 afgeschaft, maar het jachtrecht verdween pas in 1923.

### Nieuwe geschiedenis
Tot enige bloei kwam Diessen in de 15e tot de 17e eeuw, en er bestonden toen ook enige stenen huizen, waaronder het Hooghuis, een soort omgracht kasteel. Hierna ging de economie te gronde door oorlogshandelingen en na 1648 door systematische achterstelling. Daarnaast kwamen er soms vreemde troepen, zoals in 1702, toen Diessen door Franse troepen geplunderd werd, en in 1746.
Hierop volgde de Franse tijd die begon in 1795. Dit leidde tot teruggave van de Willibrorduskerk aan de katholieken in 1798 en tot de afsplitsing van Westelbeers in 1803. Dit dorp voegde zich bij Oost- en Middelbeers. In 1808 begon ook Diessen zich los te maken en dit werd in 1810 een zelfstandige gemeente, evenals Hilvarenbeek en Alphen en Riel. Er waren nog annexatiepogingen door Hilvarenbeek in 1828, maar deze hadden geen resultaat.
In 1888 werd het Sint-Theresiagesticht opgericht door de parochie van Diessen. Het werd beheerd door de Zusters van Liefde van Tilburg, die het in 1902 in eigendom verwierven. In 1888 waren er 25 zusters en dat aantal groeide nog. De zusters gaven onderwijs en verzorgden bejaarden. De meisjes kregen les in nuttige handwerken. Geleidelijk kreeg het klooster ook de functie van opvanghuis voor bejaarde zusters. In 1943 dreigde de NSB-burgemeester het klooster te vorderen voor legering van Duitse troepen. Een zuster legde uit dat het klooster een rusthuis was voor tuberculose-lijders, waarmee de animo verdwenen was. Na de Tweede Wereldoorlog waren er nog veel activiteiten, maar geleidelijk werden taken door seculiere instellingen overgenomen en nam het aantal zusters af. In 1986 vertrokken de laatste zusters en werd het gesticht gesloopt. De spits van de kapel is daarna opgericht bij een autosloperij. Toen deze stopte werd het torentje in 2006 weer door de gemeente teruggekocht en is geplaatst in de buurtschap Westerwijk.
In 1875 werd de klinkerweg van Hilvarenbeek naar Oirschot aangelegd, maar de wegen naar Baarschot en naar Haghorst werden pas in 1930 verhard. Diessen was tot in de 20e eeuw vrijwel geheel agrarisch. De nijverheid was slechts gebaseerd op enkele wind- en watermolens, en daarnaast waren er een aantal brouwerijen. Echter begonnen in de 20e eeuw grootschalige heide-ontginningen, die meestal door kapitaalkrachtige buitenstaanders werden uitgevoerd. Zo waren Jan van de Velde en Jozias de Koeijer oesterkwekers uit Zeeland, zij kochten in 1910 225 ha van de Beerse Heide. Adriaan Rijk ontgon met behulp van N.V. De Toekomst. Deze ontgon vanaf 1917 een groot gebied op de Beerse Heide en de Baarschotse Heide. Veel van dergelijke pogingen mislukten totaal door onbekendheid met de grondsoort, waardoor inadequate landbouwmethoden werden toegepast.
De Tweede Wereldoorlog begon voor Diessen op 11 mei 1940, toen Franse troepen binnenkwamen om de Duitsers te proberen tegen te houden. De volgende dag, Eerste Pinksterdag, trokken de Duitse troepen binnen en vonden er schietpartijen plaats, waarbij enkele doden onder de inwoners vielen. De Arbeidsdienst leidde tot projecten zoals de kanalisatie van de Reusel. Uiteindelijk kreeg Diessen in 1943 een NSB-burgemeester, die op Dolle Dinsdag in 1944 alweer het veld moest ruimen. Op Pinksterdag 1944 werden de scholen door de bezetters gevorderd, en in koeienstallen werden noodscholen ingericht. Op 24 september 1944 werd Diessen gebombardeerd, waarbij zes doden en twee zwaargewonden vielen. Bruggen over het Wilhelminakanaal waren opgeblazen.
Op 3 oktober 1944 kwamen de eerste bevrijders: een Schots regiment. Toen op 27 oktober ook Tilburg bevrijd werd, was de oorlog in deze regio afgelopen.
Na de bevrijding vond groei plaats en in 1949 werd de 2000e inwoner ingeschreven. In 1969 waren er al 4000 inwoners.

## Bezienswaardigheden

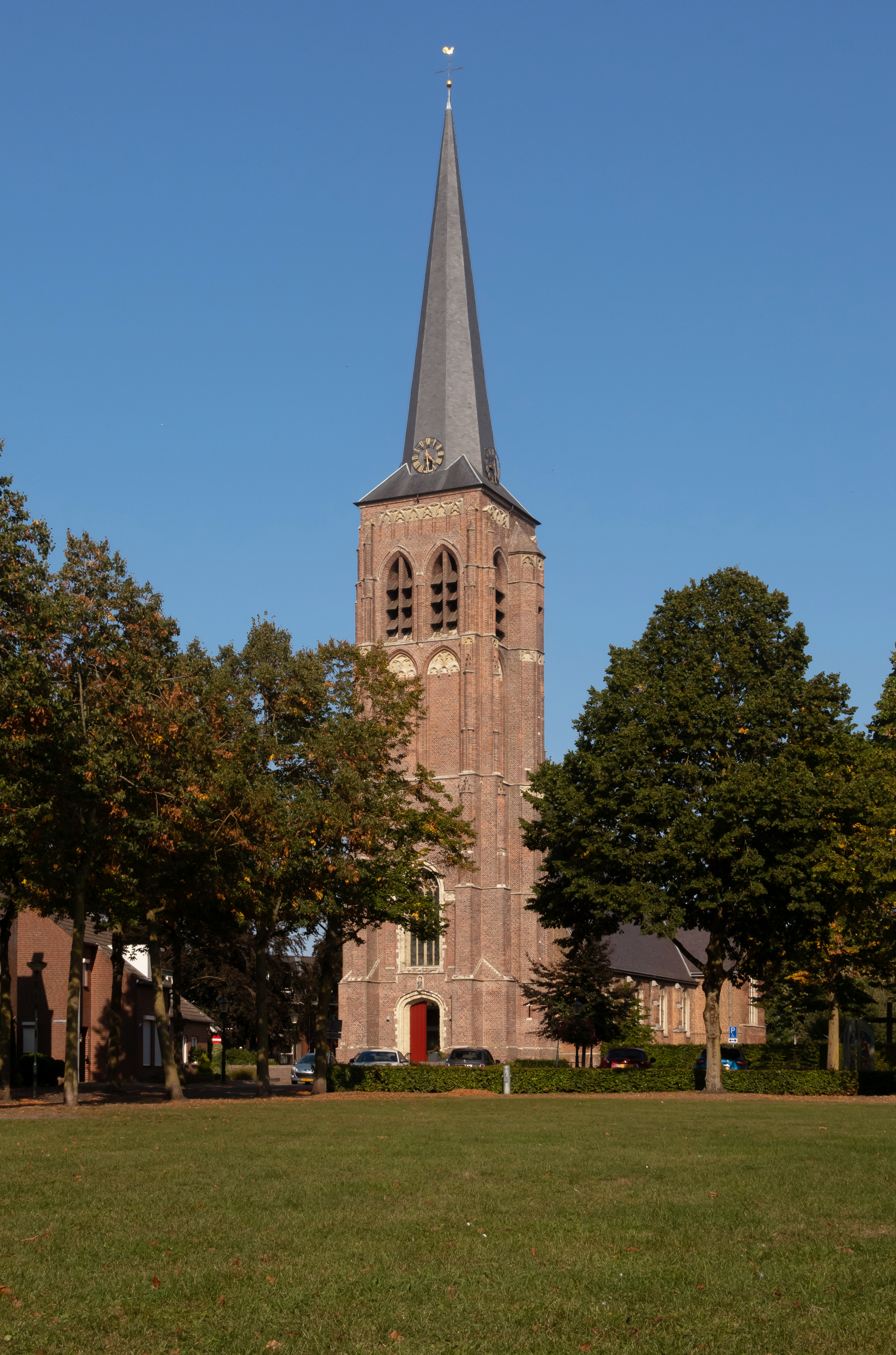
Diessen, de Sint Willibrorduskerk

- De Sint-Willibrorduskerk, een belangwekkende kerk uit de 15e eeuw.
- 17e-eeuwse woonhuizen aan de Julianastraat 29, Kerkstraat 1, en Baarschotsestraat 18. Deze woningen hebben duivengaten in de zijgevels. Julianastraat 29 is van het Kempische langgeveltype en dateert van 1658. Dit heet: Het Pannenhuis. De naam kan op dakpannen betrekking hebben, maar ook op paan, ofwel het bier dat hier van 1687 tot in de 19e eeuw werd gebrouwen.
- Heilig Hartbeeld (1926), door Jan Custers, op de hoek Rijtseweg / Molenstraat
- Mariakapel aan de Echternachstraat, uit 1950, ontworpen door F. Vervest en gebouwd door Eindhovense studenten die hier op kamp waren.
- Kunstwerk: Hercules uit 1995 van Hans van Eerd, verwijzend naar het Romeinse verleden van de plaats. Uitgebeeld wordt het reinigen van de Augiasstal.
- Kunstwerk: Straatbeeld uit 1994 van Emile Zwartelé, dat betrekking heeft op middenstand en winkelend publiek.
- Kunstwerk: Drieluik uit 1994 van Louis de Groot en Marita Kratz. De voorstellingen zijn: Landschap van bossen, weiden en akkers; Het schuttersgilde; Spelende kinderen.
- Kunstwerk voor Het Pannenhuis, voorstellende een vrouw met een lammetje op haar arm en een hond aan haar voeten. Dit herinnert aan de watersnoodramp van 1953, toen slachtoffers hier onderdak vonden.
- Kunstwerk Oorlogsmonument 1994 Louis de Groot, ter nagedachtenis aan de gevallenen van de Tweede Wereldoorlog in Diessen.
- Kunstwerk rotonde 2008, vijf gepoedercoate metalen vleugels die wijzen in de richting van de invalswegen. Op de vleugels symboliseren vijf items de zaken waar Diessen bekend om staat: de jeugd, sport m.n. korfbal (Nederlands kampioen) en wielrennen met wereldkampioen veldrijden Henk Baars, de moderne tijd in een @, de agrarische gemeenschap en de natuur.
- Kunstwerk basisschool Willibrordus 2006, het logo van de school en spelende kinderen verenigd in een reliëf.

## Veiligheid

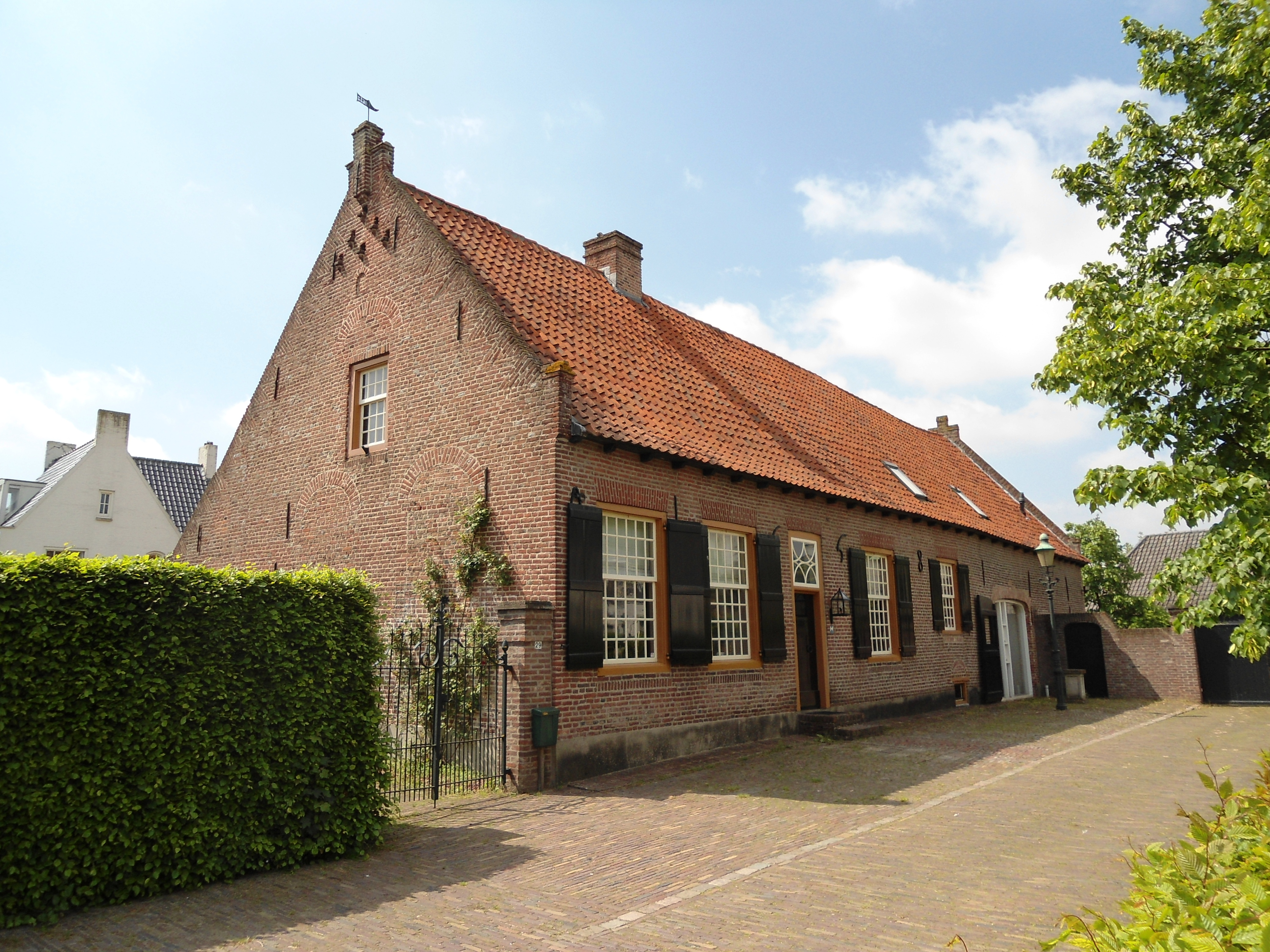
De Pannenhoef aan de Julianastraat te Diessen

In Diessen bevindt zich een brandweerkazerne aan de Heuvelstraat 32. Deze kazerne beschikt over een tankautospuit.

## Natuur en landschap
Het belangrijkste natuurgebied bij Diessen is het landgoed Annanina's Rust, dat ten westen van Diessen ligt. Aansluitend is het Diessens Broek aan het dal van de Reusel, wat zich ten noorden van Diessen bevindt.

## Geboren in Diessen
- Lady Aïda (Aïda Spaninks) (1958-2021), dj en blogger
- Henk Baars (1960), wielrenner
- Toon Diepstraten (1963), beeldend kunstenaar
- Iris Plasmans (1994), wereldzeilster en podcastmaker.

## Naburige kernen
Haghorst, Hilvarenbeek, Baarschot, Middelbeers, Esbeek, Biest-Houthakker